# Nationalpark Soberanía
Der Nationalpark Soberanía liegt in der Mitte Panamas, etwa 25 km von Panama-Stadt entfernt, an der östlichen Seite des Panamakanals und grenzt im südlichen Teil an den Nationalpark Camino de Cruces.
Der Nationalpark Soberanía wurde am 27. Mai 1980 gegründet.

## Fauna
Im Nationalpark Soberanía leben etwa 105 Säugetierarten, 525 Vogelarten, 79 Reptilienarten, 55 Amphibienarten und 36 Süßwasserfischarten.
Hier leben neben Jaguar auch Jaguarundi, Ozelot und Graufuchs, Weißwedelhirsch, Mittelamerikanische Aguti, Paka, Waschbär und Halsbandpekari, verschiedene Affenarten wie Geoffroy-Perückenaffe, Panama-Nachtaffe, Weißschulterkapuziner und Mantelbrüllaffe. Beide Mittelamerikanische Faultierarten Braunkehl- und Hoffmann-Zweifingerfaultier kommen ebenso vor wie Nördlicher Tamandua, Wickel- und Makibär, Bunthörnchen, Weißrüssel-Nasenbär, Neunbinden-Gürteltier, sowie Mittelamerikanisches Nacktschwanzgürteltier, der seltenere Zwergameisenbär und die im Verborgenen lebende Tayra. In der Nähe der angrenzenden Stadt Gamboa ist auch das weltweit größte Nagetier, das Capybara anzutreffen, welche hier sein nördlichstes Verbreitungsgebiet erreicht. In den Wasserläufen lebt der Südamerikanische Fischotter.

## Pipeline Road

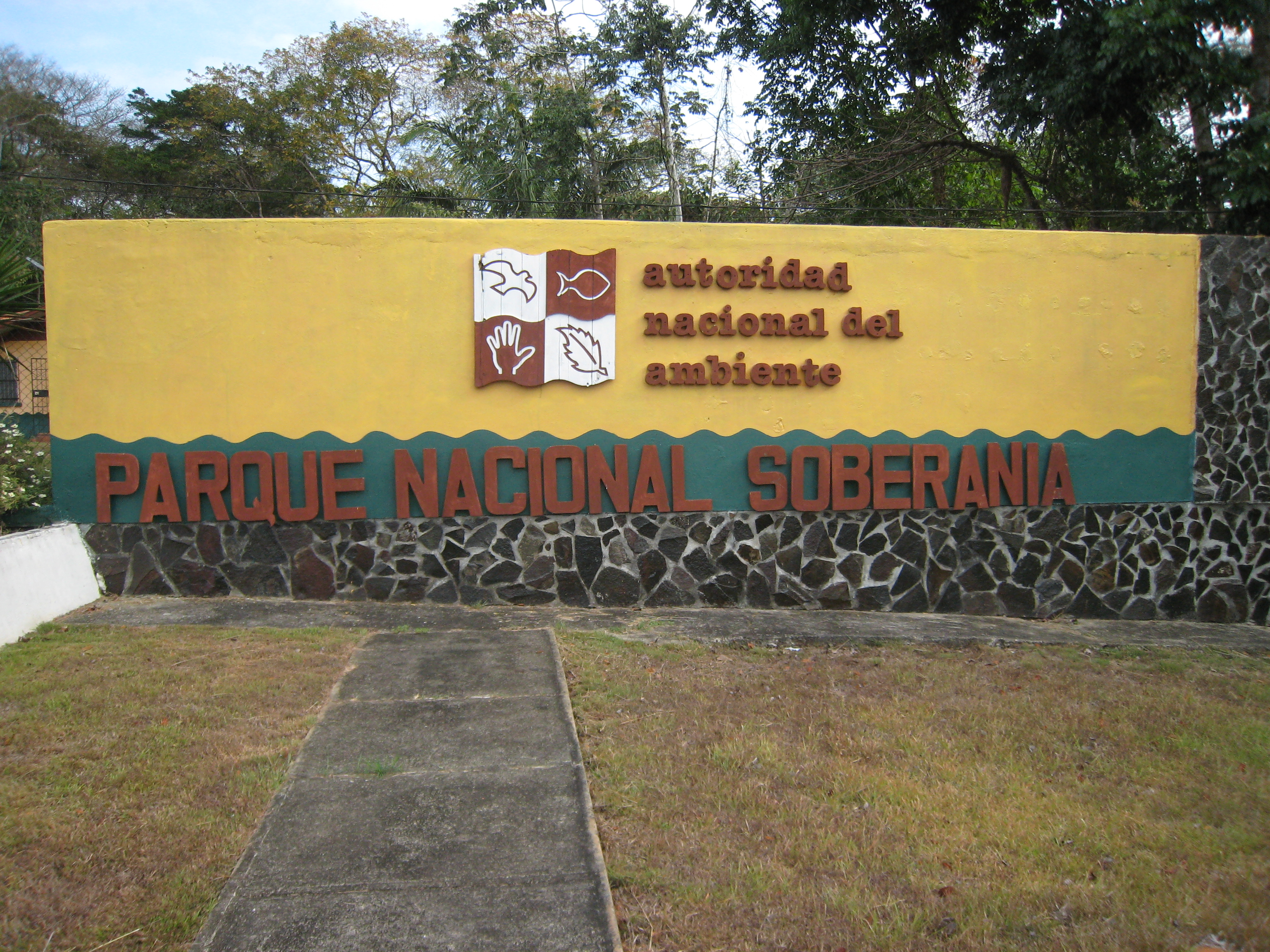
Eingangsschild Nationalpark Soberania

Die sogenannte Pipeline Road (span. Camino del Oleoducto) gilt unter Ornithologen als einer der besten Gegenden um die tropischen Vögel Amerikas zu beobachten. Allein auf dieser etwa 17,5 km langen Straße wurden etwa 400 verschiedene Vogelarten gesichtet. Ursprünglich war diese während des Zweiten Weltkriegs, ehemals asphaltierte Servicestraße, zur Instandhaltung einer quer über den gesamten Isthmus von Panama gehenden Ölpipeline errichtet worden. Allerdings ist diese nie fertiggestellt worden. So endet die Straße heute in der Nähe des Gatúnsees. Mittlerweile besteht sie zum größten Teil aus Schotter.
Die ersten vier Kilometer ist die Straße noch relativ breit und eben, später wird sie dann hügeliger und feuchter. In der zweiten Hälfte ist das Kronendach so dicht, dass es nahezu geschlossen ist, und so finden sich hier seltene und scheue Vogelarten die ungestörten Primärwald bevorzugen, wie etwa Grauscheitel-Ameisenvogel, Breitschnabelpipra, Flusswaldsänger und Tuberkelhokko und an den kreuzenden Bächen Speerreiher und Sonnenralle.